# Chinpokomon
Chinpokomon is aflevering 42 (#310) van de animatieserie South Park en is een parodie op de rage rond Pokémon. Deze aflevering werd in Amerika voor het eerst uitgezonden op 3 november 1999 en werd genomineerd voor een Emmy Award in 2000. Deze aflevering werd nooit uitgezonden in Japan, noch uitgebracht op de Japanse dvd van seizoen 3.
Deze aflevering is een van de weinige afleveringen van South Park waar echte acteurs in meespelen. Bijvoorbeeld tijdens de Chinpokomon-afleveringen waar een Japanse vrouw in meespeelt en toen de jongens reclame te zien kregen voor ander speelgoed.

## Verhaal
Eric Cartman zit thuis naar zijn nieuwe favoriete televisieprogramma te kijken Chinpokomon (een parodie op Pokémon). De held van dit programma droomt ervan ooit een "Royal Crown Chinpoko Master" te worden en zegt dat de kijkers dat ook kunnen worden door de Chinpokomon-merchandising te kopen zoals poppen, videogames en zelfs een Chinpokomon-kamp.
Al de jongens en meisjes worden al gauw geobsedeerd door Chinpokomon behalve Kyle. Hij wordt geplaagd en begint uiteindelijk ook speelgoed van Chinpokomon te kopen. Jammer genoeg komt er telkens een nieuw speelgoed uit zodra hij een speelgoed van Chinpokomon heeft gekocht zodat hij niet kan volgen met de andere kinderen. Zijn ouders proberen hem te laten begrijpen dat toegeven aan een rage zinloos is. Maar uiteindelijk geven zijn ouders hem toch het geld om speelgoed van Chinpokomon voor hem en zijn broer Ike te kopen. Ondertussen proberen de jongens aan geld te komen om naar het Chinpokomon-kamp te kunnen gaan. In werkelijkheid is het kamp een militaire bootcamp om de kinderen op te leiden tot soldaten om Pearl Harbor aan te vallen. Telkens als iemand in de buurt komt om het complot van de Japanners te ontdekken, leiden de Japanners hen af door te zeggen dat de Amerikanen grote penissen hebben in vergelijking met de Japanners.
Sharon en Randy Marsh, de ouders van Stan, kijken naar een aflevering van Chinpokomon en verstaan helemaal niet waarover de reeks gaat. Ze beginnen te vermoeden dat de Japanners iets van plan zijn. Uiteindelijk vertellen ze tegen de andere ouders dat er iets raars aan de hand is met de reeks. Sheila, de moeder van Kyle, denkt dat het een gewone rage is.
Wanneer de kinderen terug thuis zijn beginnen ze zich heel raar te gedragen. Wanneer ze in de klas zitten krijgt Mr. Garrison alleen maar antwoorden in het Japans en worden hij en Mr. Hat aangesproken met "Garrison-San" en "Hat-san". De ouders komen achter de plannen van de Japanners en willen voorkomen dat de kinderen een aanval uitvoeren op Pearl Harbor. Ze proberen de aandacht van de kinderen af te leiden naar andere rages, waaronder "Wild Wacky Action Bike" (een fiets die onmogelijk is om te besturen) en "Alabama Man" (een man die drinkt en zijn vrouw slaat). De ouders slagen echter niet in hun poging.
De kinderen komen dan samen met de Japanners om Pearl Harbor aan te vallen en de ouders proberen ze terug tegen te houden zonder resultaat. Uiteindelijk komen ze op het idee om te doen alsof ze Chinpokomon ook leuk vinden. Hierdoor verliezen de kinderen vrijwel meteen hun interesse in Chinpokomon want wat de ouders leuk vinden, vinden de kinderen dan weer niet leuk. Behalve natuurlijk Kyle die weer niet kan volgen. Stan kon uiteindelijk Kyle overtuigen om te stoppen met de aanval.

## Kenny's dood
Kenny krijgt een epileptische aanval door het spelen van het nieuwe Chinpokomon-videogame. De rest van de aflevering is hij catatonisch. Aan het eind barst hij open en komen de ratten naar buiten: hij was al een tijd overleden en van binnenuit door hen opgegeten. Kenny's epileptische aanval is een verwijzing naar een aflevering van Pokémon. Deze aflevering werd verbannen omdat een groot aantal Japanse kijkers een epileptische aanval kreeg door naar die aflevering te kijken.

## Trivia
- Chinpoko (samen met chinpo en pokochin) is een Japans woord dat staat voor "penis" en door kinderen wordt gebruikt. Chinpokomon kan worden geïnterpreteerd als "penismonster" en Chinpoko Master als "penismeester".

- In deze aflevering is er een personage genaamd Hirohito. Dit was de naam van de Japanse keizer Showa die aan de macht was tijdens de Tweede Wereldoorlog en de aanvallen op Pearl Harbor.

- Er is een verwijzing naar de film Independence Day. Toen de ouders wisten hoe ze de kinderen moesten overtuigen om te stoppen met hun plannen zei Sharon "tell them how to bring those sons of bitches down" vervolgens werd hun plan doorgestuurd naar andere ouders via morsecode. Dit werd ook gedaan in de aflevering Something Wall-Mart This Way Comes.

- Deze aflevering verscheen voor het eerst een week voor Pokémon: The First Movie uitkwam in de bioscoop.

- Er is ook een verwijzing naar ouders die Pokémon niet konden uitspreken. De burgemeester zei toen "we have to put an end to this 'chin-poo-koo-man' fad".

- De held van Chinpokomon lijkt ook veel op Ash Ketchum van de Pokémon-reeks. Ook is er een man die veel lijkt op James van Team Rocket. Deze man wil de Rooster stelen van de held net zoals James de Pikachu wil stelen van Ash.